# 斯特朗 (密西西比州)
斯特朗，斯特朗斯（Strongs）、斯特朗斯斯泰申（Strongs Station），是位於美國密西西比州門羅縣的非建制地區。

## 歷史
斯特朗的郵局於1884年設立，1914年結業後於1944年重開，最終於1963年停運。當地於1900年時有人口63人。

## 地理
斯特朗所處的海拔為高於海平面77米（即253英呎），而該地所採用的時區為UTC-6，即北美中部時區（CST）。同時該地設有夏令時間，為UTC-6調快一小時，即UTC-5（CDT）。